# Rezerwat przyrody Wodny Dół
Wodny Dół – krajobrazowy rezerwat przyrody znajdujący się na terenie gminy Krasnystaw, w powiecie krasnostawskim, w województwie lubelskim.
- położenie geograficzne: Wyniosłość Giełczewska
- powierzchnia (według aktu powołującego): 185,85 ha
- powierzchnia (dane nadesłane z nadleśnictwa): 186,18 ha[3]
- rok utworzenia: 1996
- dokument powołujący: Zarządzenie Ministra Ochrony Środowiska, Zasobów Naturalnych i Leśnictwa z dnia 14 czerwca 1996 roku w sprawie uznania za rezerwat przyrody (MP nr 42, poz. 414).
- przedmiot ochrony (według aktu powołującego): zachowanie ze względów naukowych, dydaktycznych i krajobrazowych szczególnego krajobrazu Wyniosłości Giełczewskiej w tym malowniczych rozcięć erozyjnych pokrytych lasem z występującymi rzadkimi i chronionymi roślinami[1][2]

Największą osobliwością przyrodniczą rezerwatu jest unikatowa w skali kraju cieszynianka wiosenna. Z innych roślin występują tu m.in.: paprotka zwyczajna, zawilec żółty, przylaszczka pospolita, podkolan biały, gnieźnik leśny.